# Домбрувка (гміна Жевне)
Домбрувка (пол. Dąbrówka) — село в Польщі, у гміні Жевне Маковського повіту Мазовецького воєводства.
Населення — 91 особа (2011).
У 1975-1998 роках село належало до Остроленцького воєводства.

## Демографія
Демографічна структура станом на 31 березня 2011 року:
|          | Загалом | Допрацездатний вік | Працездатний вік | Постпрацездатний вік |
| -------- | ------- | ------------------ | ---------------- | -------------------- |
| Чоловіки | 54      | 8                  | 40               | 6                    |
| Жінки    | 37      | 5                  | 24               | 8                    |
| Разом    | 91      | 13                 | 64               | 14                   |